# حضارة قبصية

‍‌‍‌
الحضارة القبصية (نسبة إلى مدينة قفصة تونس، ذلك أن أول الحفريات حول هذه الحضارة وأكبرها قامت قرب هذه المدينة) حضارة قبتاريخية ظهرت بين 12.000 و6.000 سنة قبل الحاضر، أي في آخر العصر الحجري القديم وفي العصر الحجري الوسيط وفي العصر الحجري الحديث، في المناطق الداخلية من شمال أفريقيا الحالي، خاصة في تونس وإمتدت إلى الجزائر و المغرب حيث وجدت آثار للإنسان الإنسان المشتاني Mechta-Afalou الممتدة إلى الحضارة القبصية وذلك في مغارة تافوغالت، وفي بعض المناطق المرج القديمة في ليبيا.

## تقسيم الحضارة القبصية

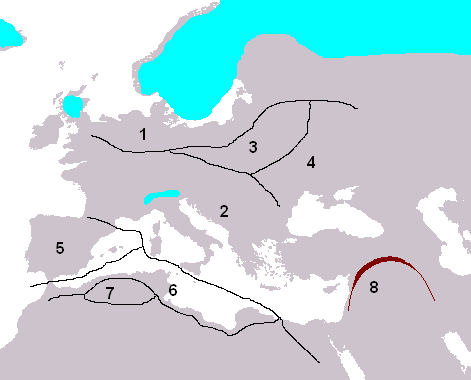
موقع الحضارة القبصية من العالم في العصر الحجري. اللون الأزرق يرمز إلى المناطق المغطاة بالثلج.
1. حضارات العصر الحجري القديم الأعلى.
2. حضارات العصر الحجري الوسيط.
3. الحضارات السويدرية.
4. الحضارات البنطية الطردنوسية.
5. الحضارة الأيبيرية القبصية.
6. الحضارة الوهرانية.
7. الحضارة القبصية.
8. الهلال الخصيب.

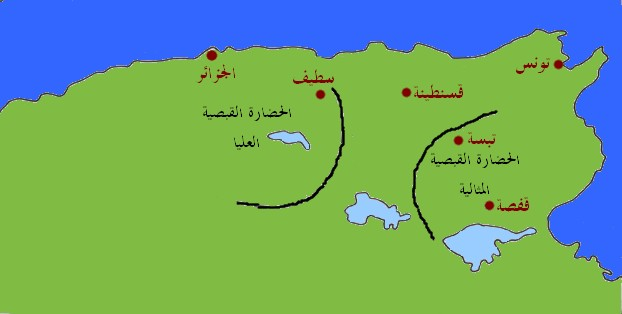
الحضارة القبصية المثالية والحضارة القبصية العليا

تقسّم الحضارة القبصية تقليديا إلى قسمين، هما الحضارة القبصية المثالية والحضارة القبصية العليا. أظهرت الدراسات الأولى (1910 - 1974) أن الحضارة الأولى سبقت الثانية (إذ أن الطبقات الجيولوجية لأحافير الحضارة الأولى تتوضع تحت طبقات أحافير الحضارة الثانية، ومن هنا كانت التسمية). ومنذ سنة 1974، أثبتت الدراسات الحديثة أن الحضارتين لا تتلاحقان وإنما تتزامنان، لذا كانت هاتان التسميتان خاطئتين. يستمر العلماء باستعمال هاتين التسميتين، مع أنه تُستعمل حاليا تسميتان أخريتان، هما الحضارة القبصية الشرقية والحضارة القبصية الغربية. ويتمثل الفرق بين الحضارتين في تمركزها ونوع صناعاتها.

### الحضارة القبصية المثالية أو الشرقية
تمركزت الحضارة القبصية المثالية أو الشرقية في وسط تونس (حول قفصة) وفي شرق الجزائر (حول تبسة)، وتميزت بصناعة أدوات حجرية كبيرة، مصنوعة من صفيحات صوّانية ذات قفا منحوت بحدة، منها الشفرات والمكاشط (المساحج) وخاصة الأزاميل (28,7 - 48,7% من جميع الأدوات المكتشفة). لم يكن الشكل الهندسي لهذه الأدوات مهمّا لديهم، فإن وُجد فهو مثلث. أما صناعة الأدوات العظمية فهي نادرة لديهم وغير متطورة، وهي متمثلة في مثاقب ضيقة مستدقة الطرفين.

### الحضارة القبصية العليا أو الغربية
تمركزت الحضارة القبصية العليا أو الغربية في وسط الجزائر (حول سطيف) وجنوبها، وتميزت بصناعة أدوات حجرية صغيرة ومتنوعة ذات شكل مثلث أو شبه منحرف، أحيانا مثلّمة أو مسنّنة، منها الشفرات والمثاقب والنصال ونادرا الأزاميل. بدأ القبصيون بتصغير حجم الأدوات الحجرية منذ حوالي 8.000 سنة قبل الحاضر. أما صناعة الأدوات العظمية فقد كانت متطورة وشائعة لديهم.

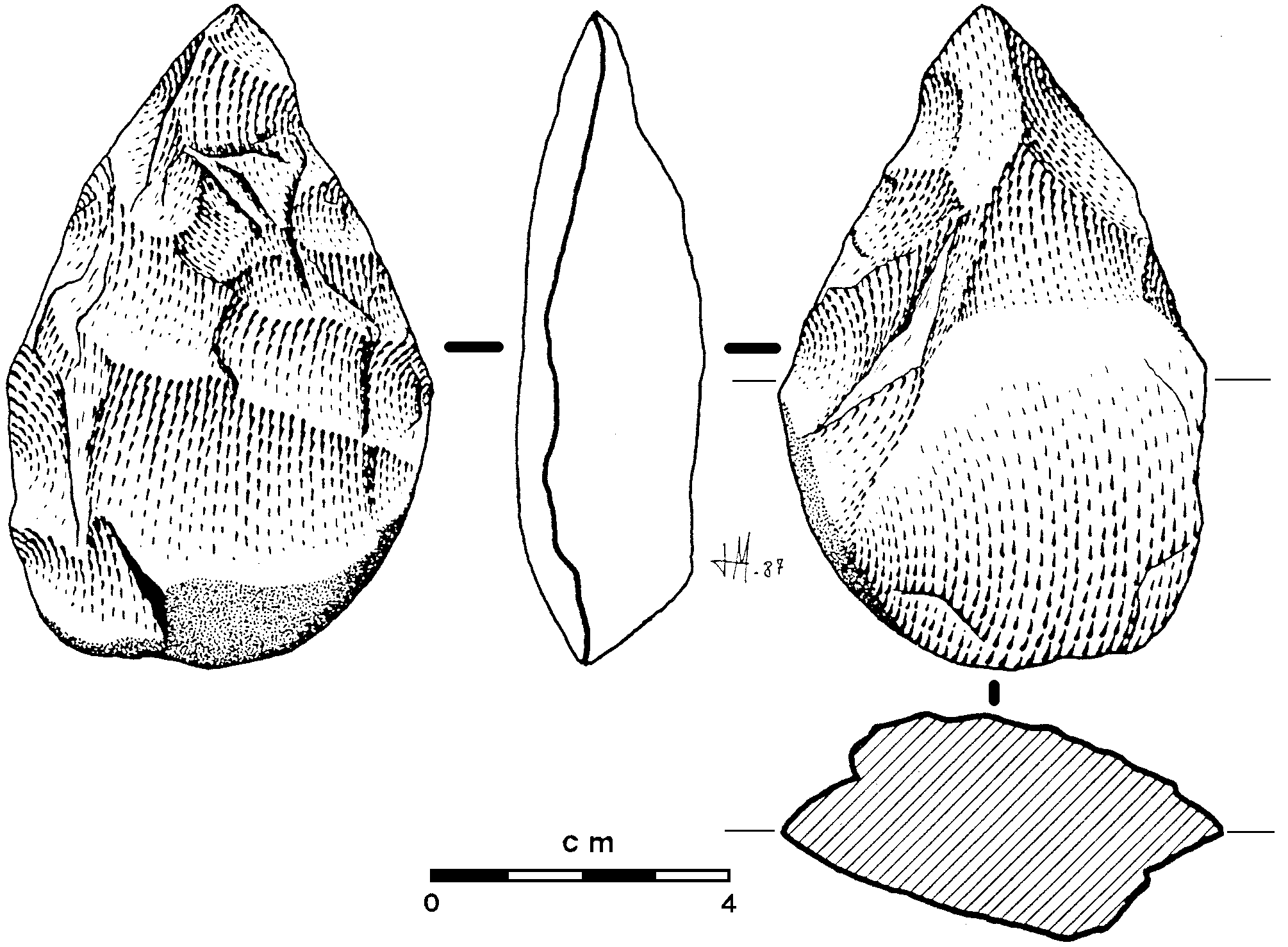
شفرة حجرية مثلثة
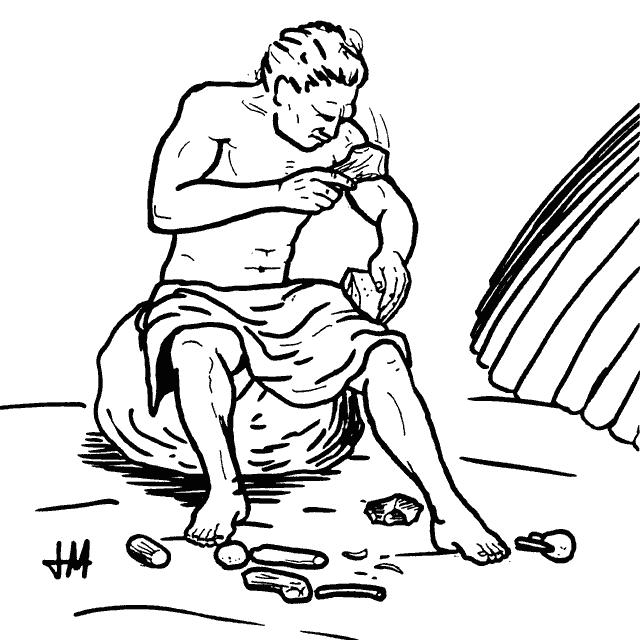
رسم افتراضي لصنع الأدوات الحجرية
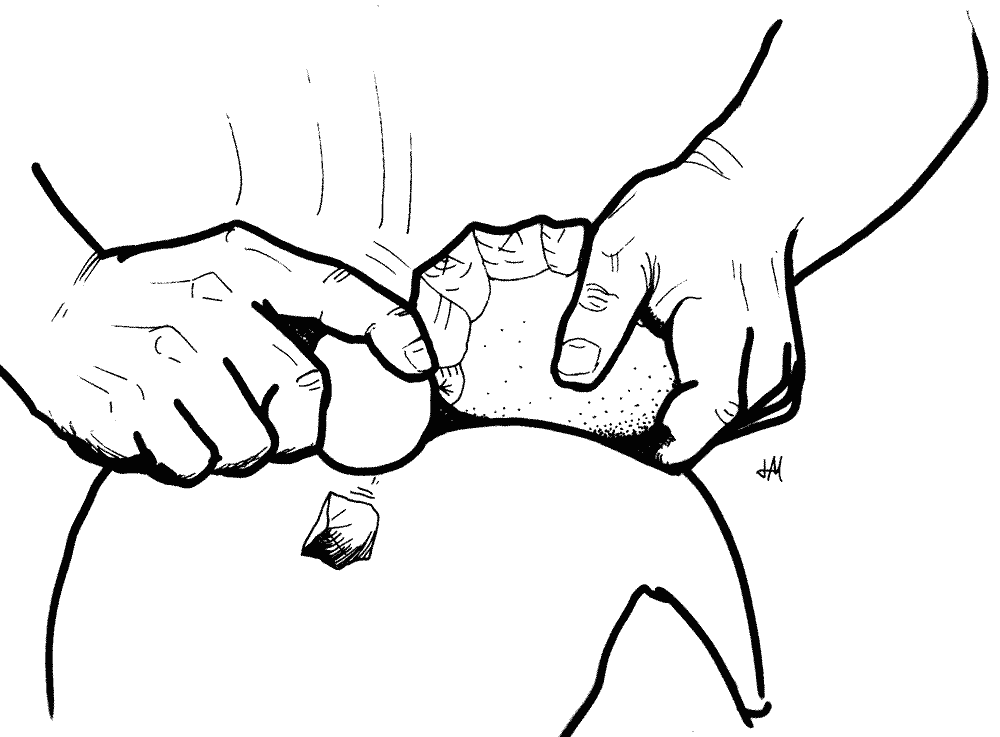
رسم افتراضي لصنع الأدوات الحجرية
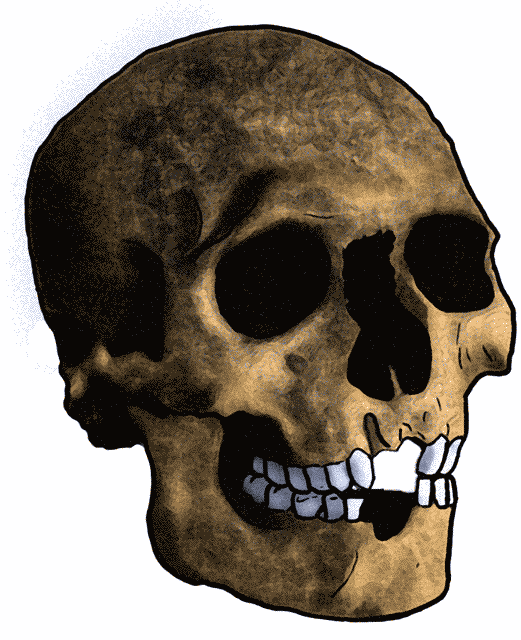
جمجمة إنسان من النوع المشتي الأفلي

## القبصيون من ناحيةعلم الإنسان
كان القبصيون من جنس الإنسان العاقل الحديث، من النوع المتوسطي الأولي (وهو النوع الرئيسي) والنوع المشتي الأفلي والنوع المشتاني.

## حياة القبصيين
في تلك الحقبة الزمنية، كان المناخ المغاربي شبيها بالمناخ الحالي لأفريقيا الشرقية، حيث كانت السهول مكسوّة بالأعشاب (مروج عشبية) والمرتفعات مكسوة بالأشجار (غابات).

### السكن لدى القبصيين
سكن القبصيون أكواخا صنعوها من أغصان الشجر، كما سكن الرعاة المغارات في الجبال أثناء فصل الصيف. نجد في الأماكن التي سكن فيها القبصيون، كديات تبلغ مساحتها من بضع الأمتار المربعة إلى مئات الأمتار المربعة، ويبلغ ارتفاعها من أقل من متر إلى ثلاثة أمتار أو أكثر. تحوي هذه الكديات قواقع حلازين كاملة ومهشمة، وكمية كبيرة من الرماد والأحجار المحرقة، وأحيانًا مقابر. تسمى هذه الكديات بالرَمَادِيات أو الكُدْيَات السُود.

### ترحال القبصيين
سكن القبصيون المناطق الداخلية من شمال أفريقيا الحالي، في المروج العشبية وعلى ضفاف البحيرات والصحراء (التي كانت مكسوة بالعشب). غير أنهم كانوا رُحّلاً، إذ كانوا يتنقلون بين الصحراء في الشتاء والمرتفعات في الصيف، مرورا بالأودية في الربيع والخريف.

### القوت الغذائي للقبصيين
اعتاش القبصيون على أنواع عديدة من الحيوانات، إذ تراوح قوتهم الغذائي من الثيران والغزلان إلى الأرانب البرية والحلازين، كما تمثل قوتهم النباتي في الثمار والحبوب والفواكه الجافة والعساقيل. قام القبصيون، في العصر الحجري الحديث، منذ 6.500 سنة قبل الحاضر، بتدجين الخرفان والماعز والثياثل والرعي بها، فضلا عن مواصلتهم لصيد الحيوانات الأخرى، إذ يعدّ القبصيون أول الرعاة في تاريخ الإنسانية. أظهرت بعض الأبحاث أن بعض المجتمعات القبصية قامت بنوع من الزراعة البدائية.

## المعتقدات الدينية لدى القبصيين
لا تتوفر أدلة كبيرة عن المعتقدات والأديان القبصية، غير أن الحفريات أظهرت أن طرق دفنهم لموتاهم توحي بأنه كانت لديهم معتقدات بحياة أخرى بعد الموت، إذ كانوا يدفنون موتاهم في أوضاع مختلفة (منها الوضع الجانبي المثني)، مزينة أبدانهم بحجر المُغْرَة، مرفقين بأدواتهم وأوانيهم.

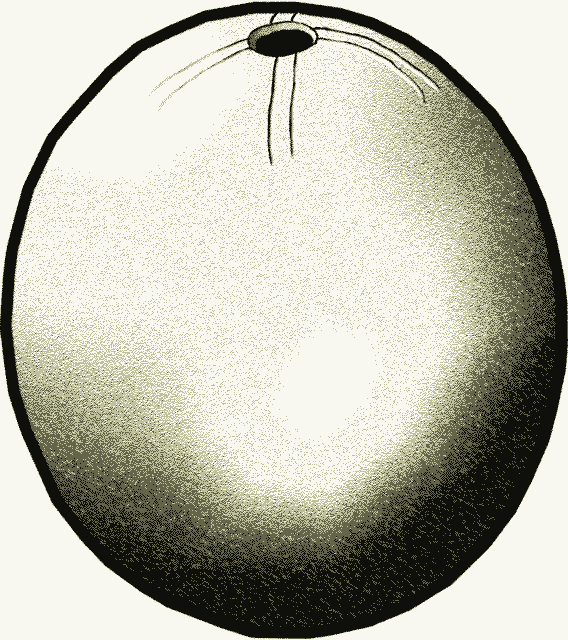
قارورة مصنوعة من قشرة بيض النعام
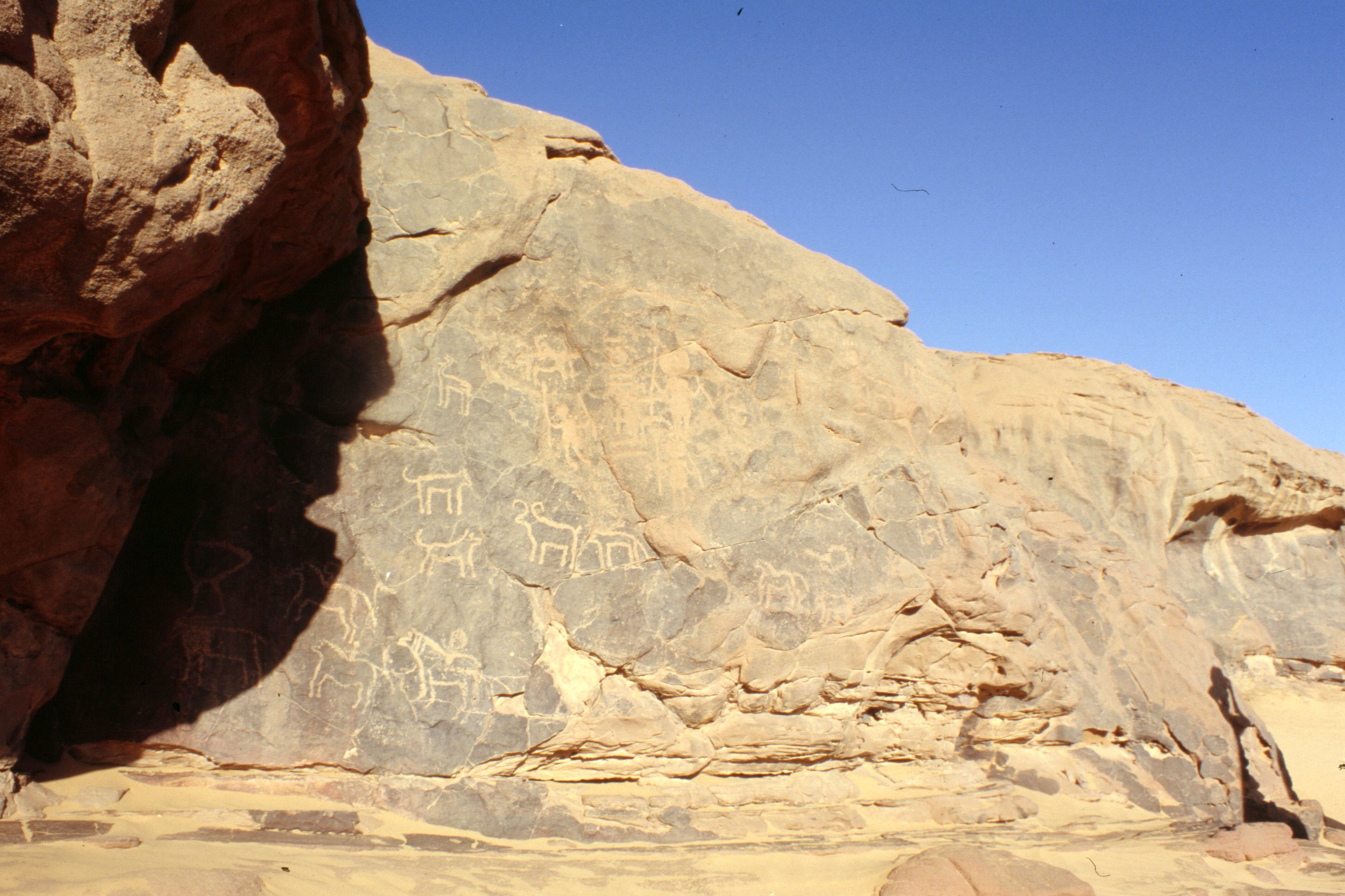
نقوش صخرية بالصحراء الجزائرية
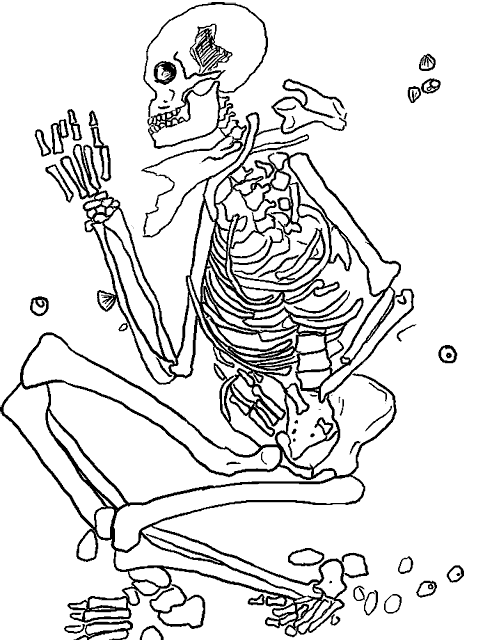
صورة للوضع الجانبي المثني للموتى القبصيين (تونس)

## الفنون لدى القبصيين
كان فن التزيين والزينة متطورا لديهم، إذ كان القبصيون يركّبون قلادات من خرزات مصنوعة من قشور بيض النعام، كما قاموا بنقوشات صخرية، بعضها لها وظيفة تحديد النفوذ المكاني للرعاة وبعضها تعليمي. كما استعملوا حجر المُغْرَة في تزيين الأدوات والأبدان.
قام القبصيون، منذ 7.000 سنة قبل الحاضر، بصناعة أواني فخارية، التي قاموا بتطويرها في العصر الحجري الحديث، منذ 6.200 سنة قبل الحاضر، فأصبحت أواني فخارية مستدقة القاعدة: قوارير فخارية ذات شكل مخروطي بدون عرى وقدور فخارية ذات قاعدة شبه مخروطية وغيرها. كما قاموا أيضا باستعمال قشور بيض النعام في صناعة الأواني: قوارير بيضية الشكل وكؤوس وأكواب وصحون.

### وصلات خارجية
- نماذج من الأدوات الحجرية والأواني الفخارية القبصية المعروضة في المتحف العالمي للإنسان:
  - الآنية الفخارية القبصية.
  - الأسورة القبصية.
  - حليات القلائد القبصية.
  - لوحة فنية قبصية.
  - المعاول القبصية.
  - الفؤوس القبصية.
  - شفرة قبصية.
- نماذج من أدوات حجرية قبصية: 1، 2، 3، 4، 5، 6.
- نصال قبصية.
- أدوات حجرية من العصر الحجري:
  - الأزاميل.
  - الأزاميل الصغيرة.
  - المثاقب.
  - المكاشط (المساحج).
  - النصال.
  - الشفرات.
  - الشفرات الصغيرة.
- جمجمة الإنسان المتوسطي الأولي (انظر الصورة اليمنى).
- خرزات قلادة مصنوعة من قشور بيض النعام (انظر الصورة السفلى على اليمين).
- حجر الجَلْخ، استعمله القبصيون لطحن الحبوب ونحوها.
- رمادية (أو كدية سوداء) قرب مدينة قفصة بتونس.